# Rendcomb
Rendcomb è un villaggio dell'Inghilterra, appartenente alla contea del Gloucestershire.